# Vincent Persichetti
Vincent Persichetti (født 6. juni 1915 i Philadelphia, død 14. august 1987 i Philadelphia, USA) var en amerikansk komponist, lærer og pianist. Persichetti underviste fra 1947 på Juilliard School, og han blev kendt for at integrere nye kompositoriske ideer i sine værker og i sin undervisning. Han har komponeret en lang række værker bl.a. ni symfonier, en klaverkoncert og orkesterværker. Hans mest kendte værk er formentlig 6. symfoni for band. Persichetti blev allerede som 16-årig udpeget som organist og korleder i Arch Street Presbyterian Church i Philadelphia, en stilling han bestred i næsten 20 år.

## Udvalgte værker
- Symfoni nr. 1 (1942) (trukket tilbage) - for orkester
- Symfoni nr. 2 (1942) (trukket tilbage) - for orkester
- Symfoni nr. 3 (1946) - for orkester
- Symfoni nr. 4 (1951) - for orkester
- Symfoni nr. 5 (1953) - for strygeorkester
- Symfoni nr. 6 (1956) - for brassband
- Symfoni nr. 7 "Liturgisk" (1958) - for orkester
- Symfoni nr. 8 (1967) - for orkester
- Symfoni nr. 9 "Symfoni: Janiculum" (1971) - for orkester
- Klaverkoncert (1964) - for klaver og orkester
- 13 Serenader (1929-1963) - for mange instrumenter
- 4 strygekvartetter (1939, 1944, 1959, 1972)
- 2 Kinesiske sange (1945) - for solo sang
- "Harmonium" (1951) (sangcyklus) - for solo sang